# Margot Trooger
Margot Trooger (nata Margot Elfriede Schulze; Rositz, 2 giugno 1923 – Mörlenbach, 24 aprile 1994) è stata un'attrice tedesca.

## Biografia
Ha lavorato come segretaria a Innsbruck. Nel 1945 andò a Monaco e prese lezioni di teatro dall'attrice tedesca Eva Fiebig, e nel 1949 fece il suo debutto nel mondo del cinema nel film Ich mach dich glücklich.
Nel 1969 è divenuta nota nel mondo della televisione interpretando la zia Prusselius nella serie televisiva Pippi Calzelunghe.

## Vita privata
Sposa il pittore Jörg Zimmermann, ma i due si dividono nel 1964. Con la relazione tra lei e Will Quadflieg nascerà una figlia: Sabina Trooger, anch'essa attrice, nata a Monaco di Baviera il 10 aprile 1955.
A causa della sua Fibrosi polmonare, dovette ritirarsi dal lavoro nel 1977. Nel 1993 è apparso sul volume del suo poema summer meadows, woods Winter - poems of the existence of la pubblicazione di RS Schulz. Morì il 24 aprile 1994 all'età di 70 anni nella sua casa di Mörlenbach e fu sepolta nel cimitero locale.

## Doppiatrici italiane
- Mirella Pace in Pippi Calzelunghe